# 7177 Melvyntaylor
7177 Melvyntaylor este o planetă minoră (asteroid), cu un diametru de 7,43 km, din centura de asteroizi. A fost descoperită pe 9 octombrie 1990 la Observatorul Siding Spring de Robert H. McNaught. 
Obiectul prezintă o orbită caracterizată de o semiaxă mare de 2,6868979 UAi, o excentricitate de 0,19, o înclinație de 12,72956 ° în raport cu ecliptica.